# Doug Sahm
Doug Sahm, född 6 november 1941 i San Antonio i Texas, död 18 november 1999 i Taos i New Mexico, var en amerikansk musiker. Han anses numera vara en av de viktigaste personerna bakom tex-mex-musiken. Han grundade banden Sir Douglas Quintet och Texas Tornados.

## Karriär
1940- och 1950-talen
Sahm började sin musikkarriär och spelade gitarr, mandolin och violin som Little Doug Sahm. Han gjorde radiodebut som femåring och gav ut sin första skiva, A Real American Joe, vid elva års ålder. I december 1952 spelade han på scen med Hank Williams.
Det sägs att han erbjöds permanent deltagande i Grand Ole Opry, men hans mamma ville att han skulle gå färdigt skolan först.
1960-talet
1965 grundade han Sir Douglas Quintet. Efter att bandet splittrats flyttade han till San Francisco och bildade The Honkey Blues Band innan Sir Douglas Quintet ombildades med nya medlemmar.
1970-talet
1973 gjorde han sin solodebut med Doug Sahm and Band, ett album där även Bob Dylan, Dr. John, David Bromberg och Flaco Jimenez deltog.
Sahm fortsatte att spela in skivor, både som soloartist och med Sir Douglas Quintet. Han hade även några mindre filmroller, 1972 var han och bandet tillsammans med Kris Kristofferson med i Hetsad av snuten och 1979 i Festen är över (More American Graffitti).
Han var även med på andra artisters skivor, bland annat Grateful Dead och Willie Nelson.
1980-talet
1983 skrev han på för svenska Sonet Records och gjorde flera turnéer i Europa. Singeln "Meet Me in Stockholm" från LP:n Midnight Sun sålde platina och var en av de mest sålda skivorna någonsin i Skandinavien.
Efter en olycka 1985 flyttade han till Kanada och återvände till Texas 1988.
1990-talet
1990 bildade han Texas Tornados tillsammans med Freddy Fender, Augie Meyers och Flaco Jimenez. Gruppen spelade in fyra album och fick en Grammy.
Han fick även en Grammy för sitt soloalbum The Last Real Texas Blues Band.
Doug Sahm avled i sömnen av en hjärtattack på ett hotellrum i Taos, New Mexico den 18 november 1999.

## Diskografi

### Studioalbum
| Titel                                              | Detaljer                                                        | Toppnotering  | Toppnotering     |
| Titel                                              | Detaljer                                                        | Billboard 200 | Canadian Top 100 |
| -------------------------------------------------- | --------------------------------------------------------------- | ------------- | ---------------- |
| Doug Sahm and Band                                 | - Utgivning: 1973 - Etikett: Atlantic Records                   | 125           | 54               |
| Texas Tornado                                      | - Utgivning: 1973 - Etikett: Atlantic Records                   | —             | —                |
| Groover's Paradise                                 | - Utgivning: 1974 - Label: Warner Bros. Records                 | —             | —                |
| Texas Rock For Country Rollers                     | - Utgivning: 1976 - Etikett: ABC-Dot Records                    | —             | —                |
| Hell of a Spell                                    | - Utgivning: 1980 - Etikett: Takoma Records                     | —             | —                |
| Juke Box Music                                     | - Utgivning: 1989 - Etikett: Antone's                           | —             | —                |
| The Last Real Texas Blues Band Featuring Doug Sahm | - Utgivning: 1995 - Etikett : Antone's                          | —             | —                |
| Get A Life / S.D.Q. '98                            | - Utgivning: 1998 - Etikett: Munich Records, Watermelon Records | —             | —                |
| The Return of Wayne Douglas                        | - Utgivning: 2000 - Etikett: Evangeline                         | —             | —                |